# Lenka
Lenka este o comună slovacă, aflată în districtul Rimavská Sobota din regiunea Banská Bystrica. Localitatea se află la altitudinea de 208 m deasupra n.m., se întinde pe o suprafață de 6,09 km2 și în 2017 număra 185 de locuitori. Se învecinează cu Včelince, Kesovce, Hubovo și Tornaľa.

## Istoric
Localitatea Lenka este atestată documentar din 1232.

## Demografie
| An:                | 1994 | 2004    | 2014   | 2024   |
| ------------------ | ---- | ------- | ------ | ------ |
| Număr de persoane: | 216  | 194     | 187    | 204    |
| Diferență:         |      | −10,18% | −3,60% | +9,09% |

| An:                | 2023 | 2024 |
| ------------------ | ---- | ---- |
| Număr de persoane: | 200  | 204  |
| Diferență:         |      | +2%  |